# Сен-Дидье-ла-Форе
Сен-Дидье́-ла-Форе́ (фр. Saint-Didier-la-Forêt) — коммуна во Франции, находится в регионе Овернь. Департамент коммуны — Алье. Входит в состав кантона Эскюроль. Округ коммуны — Виши.
Код INSEE коммуны — 03227.

## Население
Население коммуны на 2008 год составляло 379 человек.
| 1962 | 1968 | 1975 | 1982 | 1990 | 1999 | 2008 |
| ---- | ---- | ---- | ---- | ---- | ---- | ---- |
| 456  | 514  | 427  | 381  | 375  | 360  | 379  |

## Экономика
В 2007 году среди 219 человек в трудоспособном возрасте (15—64 лет) 171 были экономически активными, 48 — неактивными (показатель активности — 78,1 %, в 1999 году было 74,9 %). Из 171 активных работали 162 человека (95 мужчин и 67 женщин), безработных было 9 (4 мужчин и 5 женщин). Среди 48 неактивных 8 человек были учащимися или студентами, 26 — пенсионерами, 14 были неактивными по другим причинам.

## Достопримечательности
- Аббатство Сен-Жильбер-де-Нёффонтен ордена премонстрантов